# Benjamin Butler (1795–1858)
Benjamin Franklin Butler (ur. 14 grudnia 1795 w Kinderhook, zm. 8 listopada 1858 w Paryżu) – amerykański polityk i prawnik, prokurator generalny USA.

## Biografia
Urodził się 14 grudnia 1775 w Kinderhook. Studiował nauki prawne w Academy in Hudson. W 1817 został przyjęty do nowojorskiej palestry, a następnie otworzył prywatną praktykę prawną w Albany wraz z Martin Van Buren. W latach 1821–1824 pełnił rolę prokuratora okręgowego hrabstwa Albany. W 1827 zajął się polityką, pełniąc funkcję w legislaturze stanowej Nowego Jorku. W 1833 prezydent Andrew Jackson powołał go na prokuratora generalnego. Butler pełnił ten urząd także za prezydentury Van Burena. Po zakończeniu pracy w gabinecie w 1838 roku, powrócił do pracy jako prokurator okręgowy. W 1837 roku został profesorem prawa Uniwersytetu Nowojorskiego. Zmarł 8 listopada 1858 w Paryżu.